# Manuel de Sousa, arcebispo de Braga
Manuel de Sousa (1470 ? - 18 de julho de 1549) foi um arcebispo português, arcebispo de Braga.

## Biografia
Dom Manuel de Sousa era filho de Dom Rui de Sousa, senhor de Beringel e de Sagres com a sua segunda esposa, Branca de Vilhena, filha de  Martim Afonso de Melo, 3.º Senhor de Ferreira de Aves jure uxoris, 2.º Senhor de Arega, 2º alcaide-mor de Olivença, e guarda-mor do rei Duarte I de Portugal, e de Margarida de Vilhena, 3.ª Senhora de Ferreira de Aves.
Foi abade de São Salvador do Taboado, na diocese do Porto. Foi nomeado bispo de Silves em 1538, confirmado pelo Papa Paulo III pelas bulas Gratia divina premium e Apostolatus offitium, em 9 de outubro de 1538. Com a morte de D. Duarte de Portugal, arcebispo de Braga, é nomeado para aquela Sé, em 22 de março de 1545.
Logo no início da sua primazia, a Diocese de Miranda foi desmembrada, a pedido do rei D. João III. Entre seus feitos à frente da Sé Primacial, está a fundação da Casa da Relação, o Auditório e a Capela de Nossa Senhora. Em 1549, mandou que fosse reimpresso os Breviários Bracarenses.
Foi ao Porto para negócios da Igreja e lá faleceu, em 18 de julho de 1549. Foi primeiro enterrado no claustro do Convento de Santo Elói, mas sob as ordens do arcebispo Agostinho de Castro, seu corpo foi transladado para a Capela de São Geraldo na Sé de Braga.